# Alchemilla dostalii
Alchemilla dostalii es una especie de planta del género Alchemilla, perteneciente a la familia Rosaceae.

## Taxonomía
Alchemilla dostalii fue descrita por Plocek en 1986.

## Distribución
Se encuentra en el territorio de los montes Tatras.